# Karīān
Karīān (persiska: کریان) är en ort i Iran.   Den ligger i provinsen Kermanshah, i den västra delen av landet, 500 km sydväst om huvudstaden Teheran. Karīān ligger 1 265 meter över havet och antalet invånare är 149.
Terrängen runt Karīān är kuperad.Runt Karīān är det ganska tätbefolkat, med 78 invånare per kvadratkilometer. Närmaste större samhälle är Cheshmeh Gach, 11,2 km norr om Karīān. Omgivningarna runt Karīān är i huvudsak ett öppet busklandskap.